# Baburam Acharya
Baburam Acharya (nepalès: बाबुराम आचार्य, 1888 – 1971) va ser un historiador i erudit literari nepalès. És conegut com l'historiador guardonat (इतिहास शिरोमणि) del Nepal. La biografia en quatre parts del rei Prithivi Narayan Shah, fundador del modern Nepal, és una obra clau escrita per Acharya. És conegut per l'estudi de les antigues inscripcions nepaleses.

## Sagarmatha
A l'eminent historiador nepalès Baburam Acharya se li atribueix el nom nepalès Sagarmatha (सगरमाथा) per al mont Everest, que es troba a cavall de la frontera entre el Nepal i la Xina. Anteriorment, el Nepal no tenia un nom oficial propi en nepalès per al cim més alt del món, tot i existir un nom entre molts nepalesos -Sherpa o Limbu- des de feia molt de temps. El que potser no és cert és que va encunyar el nom de la muntanya. Baburam va escriure un assaig a finals de la dècada de 1930 en què deia que entre la població local de la remota regió de l'Everest la muntanya era popular amb el nom de Sagarmatha (que significa el cap de la terra tocant el cel); alguns l'anomenaven Jhomolongma. En les seves pròpies paraules:
Al mapa del Nepal publicat per l'aleshores Survey of India Office, el nom del cim més alt de la serralada de l'Himàlaia estava escrit com a Mont Everest. En la segona edició del mapa, el cim tenia dos noms: l'Everest i el nom tibetà Chomolongma; però no hi havia nom nepalès. Amb l'objectiu de proporcionar un nom nepalès, especialment per al mapa, es va publicar un assaig d'investigació titulat Sagarmatha o Jhomolongma al Sharada, un mensual en llengua nepalesa.
Els llavors governants del Nepal es van oposar a l'assaig i a la seva publicació, i l'historiador va ser amonestat. Al seu llibre A Brief Account of Nepal, Baburam va escriure:
Em van acusar d'intentar insultar els britànics donant un nom nepalès al cim que ja portava el nom d'"els nostres amics", i gairebé em van deportar del país per haver publicat l'article.
En el seu altre llibre Xina, Tibet i Nepal, Baburam va escriure: "El nom Sagarmatha ja existia; només el vaig descobrir; jo no vaig batejar la muntanya amb un nou nom".
Dues dècades després de la publicació de l'assaig, el govern nepalès va donar el reconeixement oficial al nom.

## Publicacions
- The Bloodstained Throne: Struggles for Power in Nepal (1775-1914)
- Chin, Tibet ra Nepal
- Talunatmak Sundarkanda, 1945
- Purana Kavi ra Kabita, 1946
- General Bhimsen Thapa: Yinko Utthan ra Patan
- Nepalko Sanskritic Parampara
- Hamro Rastrabhasa Nepali
- Shree Panch Pratapsingh Shah
- Prachinkaalko Nepal
- Nepalko Samchhipta Britanta
- Shree Panch Prithvi Narayan Shah ko Samchhipta Jeewani
- Baburam Acharya ra Unka Kriti

## Reconeixement
- Segell emès pel govern del Nepal el 12 de març de 1973.[4]

## Estudis addicionals
- Sahitya ra Srasta.